# Wei Wei

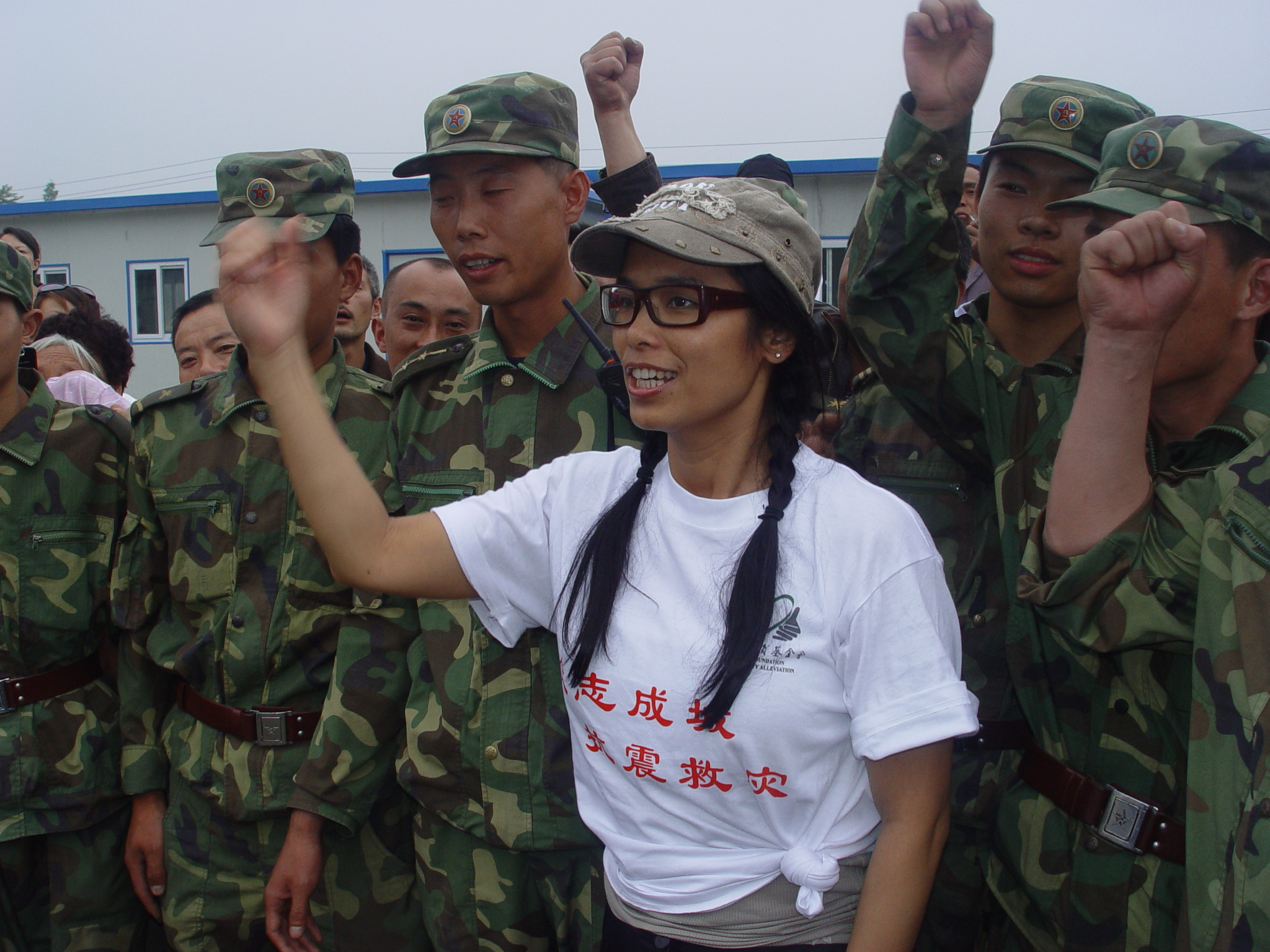
Imagem da popstar chinesa Wei Wei.

Wei Wei (Hohhot, 21 de agosto de 1963) é uma cantora da China de Mandopop. Ela vendeu mais de 200 milhões de cópias ao longo de sua carreira. Apesar de ser uma grande Popstar idolatrada na China, Wei Wei é praticamente desconhecida pelo resto do mundo.